# 왕레이 (1986년)
왕레이(중국어: 王雷, 1986년 10월 11일 ~ )는 중국의 바둑 기사이다. 1998년 프로가 되었고 2007년 6단에 올랐다.

## 경력
- 2005년 제10회 삼성화재배 32강
- 2007년 제12회 LG배 32강
- 2009년 제14회 삼성화재배 32강
- 2010년 제15회 삼성화재배 32강
- 2011년 제7회 위부방개배 준우승 (대 탄샤오)
- 2012년 바이링배 64강